# Katrineholms tekniska skola
Katrineholms tekniska skola, KTS, grundades 1922 och bedrev yrkesutbildningar inom handel, hantverk och industri i Katrineholm. KTS utvecklades från Katrineholms praktiska skola som grundades av Oscar Johansson 1906. Skolan lades ner 2001.